# Bistuvalli, Jagalur
Bistuvalli là một làng thuộc tehsil Jagalur, huyện Davanagere, bang Karnataka, Ấn Độ.